# 에드먼드 2세
에드먼드 아이언사이드(Edmund Ironside) 또는 에드먼드 2세는 1016년 4월 23일부터 11월 30일까지 잉글랜드 국왕을 역임한 인물이다.
에드먼드는 잉글랜드의 왕이 될 것으로 예상되지 않았다. 그러나 1014년 6월 2명의 형들이 죽으면서 에드먼드가 법정추정상속인이 되었다. 같은 해 말에 잉글랜드는 스베인 튜구스케그에 정복되었으나 스베인 튜구스케그는 곧 사망했다.

## 같이 보기
- 웨식스의 왕